# XXXI Corpo d'armata (Regio Esercito)
Il XXXI Corpo d'armata fu una grande unità del Regio Esercito italiano attiva durante la seconda guerra mondiale, dal 1941 al 1944. 

## Storia

### Formazione
Il Comando XXXI Corpo d'Armata venne costituito il 15 novembre 1941 a Catanzaro ed aveva alle sue dipendenze la 16ª Divisione fanteria "Pistoia", i reparti Della XI Brigata Costiera e i comandi territoriali dislocati in Calabria. Organizzò la difesa costiera della Calabria nel settore jonico, dal torrente San Nicola al Riona Ragali e nel settore tirrenico, da Foce di Castrocucco a Vallone Condoleo. Ceduta la Divisione "Pistoia", assunse alle dipendenze la 211a Divisione Costiera e la 212a Divisione Costiera. Dal gennaio 1943 si aggiunse al suo organico anche la 104ª Divisione fanteria "Mantova", la 214a Divisione Costiera, la 227a Divisione Costiera e dal mese di agosto anche la 213a Divisione Costiera ripiegata dalla Sicilia.

### Operazione Baytown
Il 3 settembre le truppe anglo-americane con forze nettamente superiori, sbarcarono in Calabria cercando una testa di ponte fra Archi e Catona. Le unità del corpo d'armata si attestarono sulla linea Sinopoli-Bovalino, poi tra Nicomera, Cinquefrondi e Gioiosa Jonica ed il 7 settembre fra Vibo Valentia e Badolato. Dopo la fine delle operazioni e l'armistizio di Cassibile, le unità del Corpo d'Armata vennero destinate ad attività di controllo delle coste, dei porti e degli aeroporti della Calabria.

### Scoglimento
Nel 1944 perse la Divisione "Mantova", la 212a Costiera, la 211a Divisione Costiera. Il 15 luglio 1944 il Corpo d'Armata si sciolse dando vita al Comando Militare della Calabria.

## Struttura
1941-1944
- 16ª Divisione fanteria "Pistoia" (fino al 1942)
- 104ª Divisione fanteria "Mantova" (dal 3 gennaio 1943)
- XI Brigata costiera
- 211a divisione costiera (dal 1942)
- 212a divisione costiera (dal 1942)
- 214a divisione costiera (da inizio 1943)
- 227a divisione costiera (da inizio 1943)
- 213a divisione costiera (da agosto 1943)

## Comandanti
1940-1943
- Generale di corpo d'armata Mario Priore
- Generale di corpo d'armata Francesco Zingales
- Generale di divisione Felice Gonnella (interim)
- Generale di divisione Taddeo Orlando
- Generale di corpo d'armata Camillo Mercalli
- Generale di divisione Emilio Coronati